# アイマン・マスルーティ
アイマン・マスルーティ（Aymen Mathlouthi、1984年9月14日 - ）は、チュニジアの首都チュニス出身のプロサッカー選手。チュニジア代表。エトワール・サヘル所属。ポジションは、ゴールキーパー。

## 経歴

### クラブ
地元のクラブ・アフリカーンで2シーズンプレーしたのち、2003年にエトワール・サヘルに移籍。2007年にはCAFチャンピオンズリーグで優勝しFIFAクラブワールドカップに出場した。

### 代表
アフリカネイションズカップ2008予選・セーシェル戦でチュニジア代表初出場。以降レギュラーに定着している。

## 代表歴

### 出場大会
- チュニジア代表
  - 2018 FIFAワールドカップ
  - 2022 FIFAワールドカップ

### 試合数
- 国際Aマッチ 72試合 0得点（2007年-2019年）[2]

| チュニジア代表 | 国際Aマッチ | 国際Aマッチ |
| 年             | 出場        | 得点        |
| -------------- | ----------- | ----------- |
| 2007           | 1           | 0           |
| 2008           | 9           | 0           |
| 2009           | 4           | 0           |
| 2010           | 7           | 0           |
| 2011           | 6           | 0           |
| 2012           | 12          | 0           |
| 2013           | 2           | 0           |
| 2014           | 4           | 0           |
| 2015           | 9           | 0           |
| 2016           | 5           | 0           |
| 2017           | 10          | 0           |
| 2018           | 2           | 0           |
| 2019           | 1           | 0           |
| 通算           | 72          | 0           |

## タイトル
エトワール・サヘル
- チュニジア・リーグ : 2007, 2016
- Tunisian Cup : 2012, 2014, 2015
- CAFチャンピオンズリーグ : 2007
- CAFコンフェデレーションカップ : 2006, 2015
- CAFスーパーカップ : 2008
- アフリカンカップウィナーズカップ : 2003